# Verbena plicata
Verbena plicata är en verbenaväxtart som beskrevs av Edward Lee Greene. Verbena plicata ingår i släktet verbenor, och familjen verbenaväxter. Inga underarter finns listade i Catalogue of Life.